# Hageza
Hageza, lub Hagaz – miasto w Erytrei; w regionie Anseba. Według danych szacunkowych, w 1997 roku liczyło 11 861 mieszkańców